# 英德海軍造艦競賽

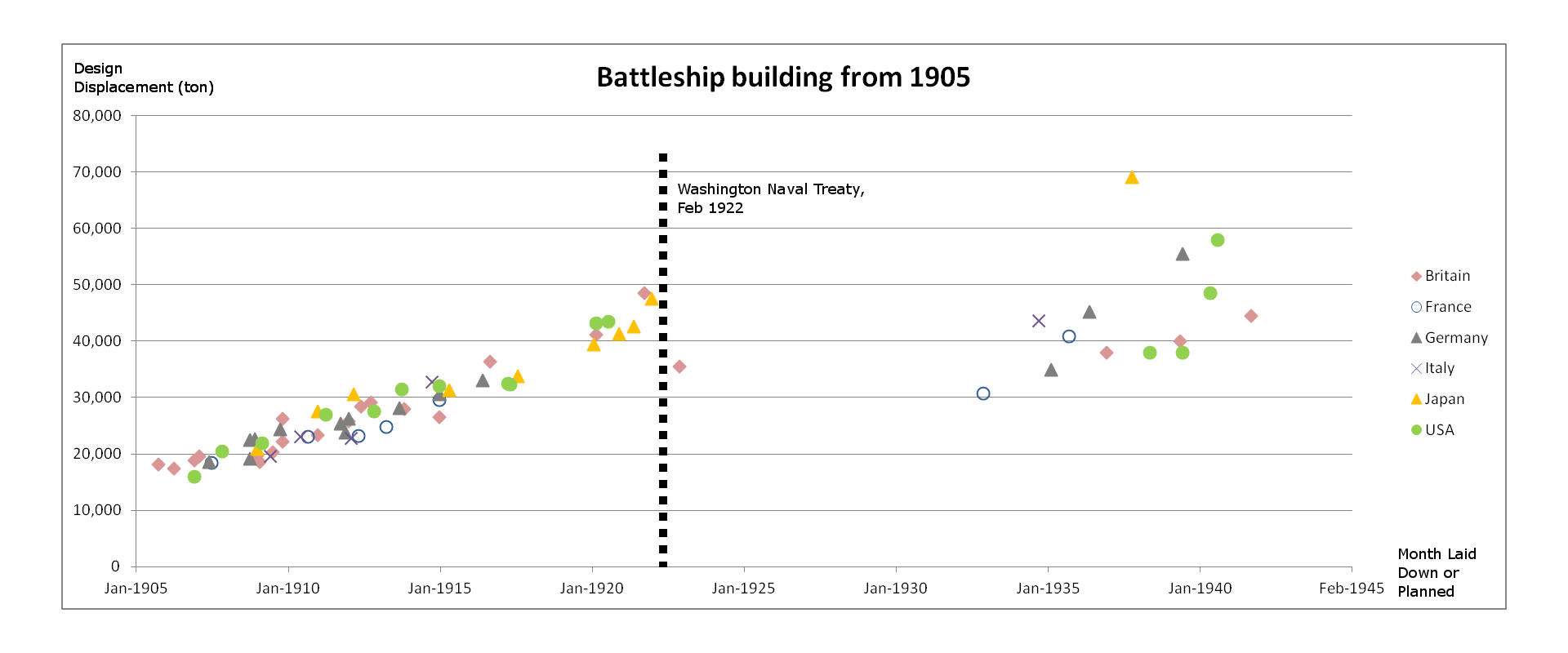
戰艦的體積與火力在第一次世界大戰前、中、後都快速成長。這是包括英國與德國在內的列強不斷競爭造艦的結果。這種海上的軍備競賽最終於華盛頓海軍條約與凡爾賽條約簽署後才趨緩。

大英帝國與德意志帝國海軍的造艦競賽始於20世紀初期，並最終成為第一次世界大戰的導火線之一。
不僅英德兩國間存有海上的軍備競賽，類似的造艦競賽亦存在於其他國家之間，如美國與日本。

## 背景
20世紀初期，大英帝國擁有全世界最強大的海軍。德皇威廉二世希望德國亦能組建一支能與英國皇家海軍相抗衡的海上武力；國家海軍部大臣阿爾弗雷德·馮·鐵必制大元帥因而於1898年至1912年間陸續提出了四項艦隊法案，意圖大幅擴張公海艦隊的戰力。德國的目標是建立一支皇家海軍三分之二規模的艦隊。這項計畫隨後因英國外交事務部的威脅而快速增長；當時英國在入侵川斯瓦後發動了第一次波耳戰爭，英國政府為了防止德國介入戰事，因此透過外交事務部警告德國若其試圖介入戰爭，英軍將會封鎖德國所屬的海岸及海港，並藉此重挫德國經濟。自1905年以降，封鎖與阻斷戰術便一直是英國皇家海軍的戰略核心。

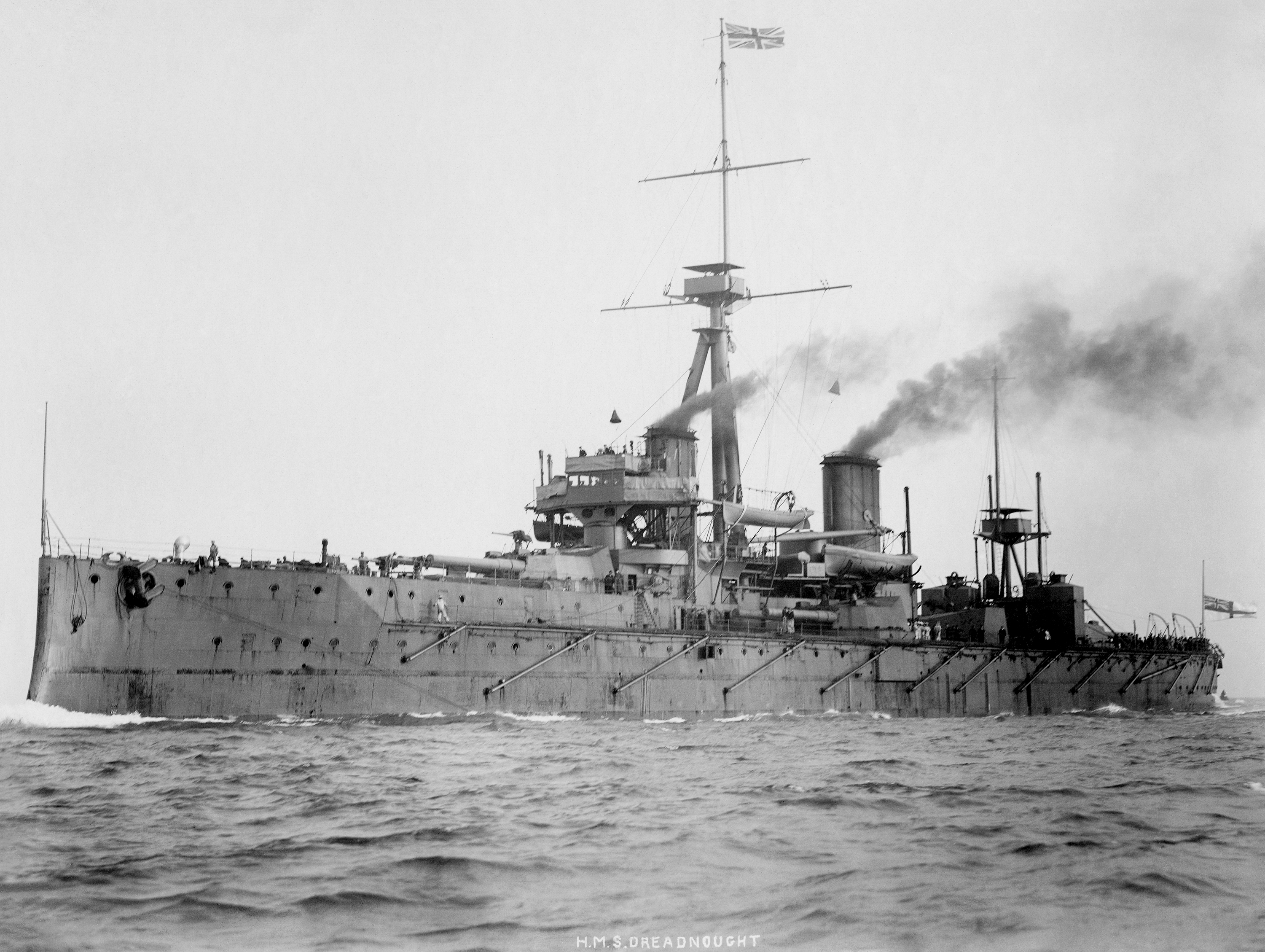
英國皇家海軍無畏號戰艦。該艦造成英德海軍競賽態勢升溫，並達到前所未有的高點；同時也造成其他國家海軍競相建造能與之匹敵的戰艦，進而促成了世界的無畏艦造艦競賽。

為了回應德意志帝國海軍挑戰其制海權的企圖，英國皇家海軍於1902年至1910年間展開了大規模的擴張計畫。這項計畫最終促成了無畏號戰艦的建造。
1913年時，英國皇家海軍內部由於約翰·費舍爾建造新戰艦的想法與愈發拮据的財政而發生了嚴重的爭執。而1914年上半年的德意志帝國海軍則決定暫緩建造大型的水面艦艇，轉而建造較為小巧的潛水艇；這樣的決定已經使英德造艦競賽事實上結束了，但德國並未公開這項政策，以免他國發展出因應之道。

## 造艦競賽

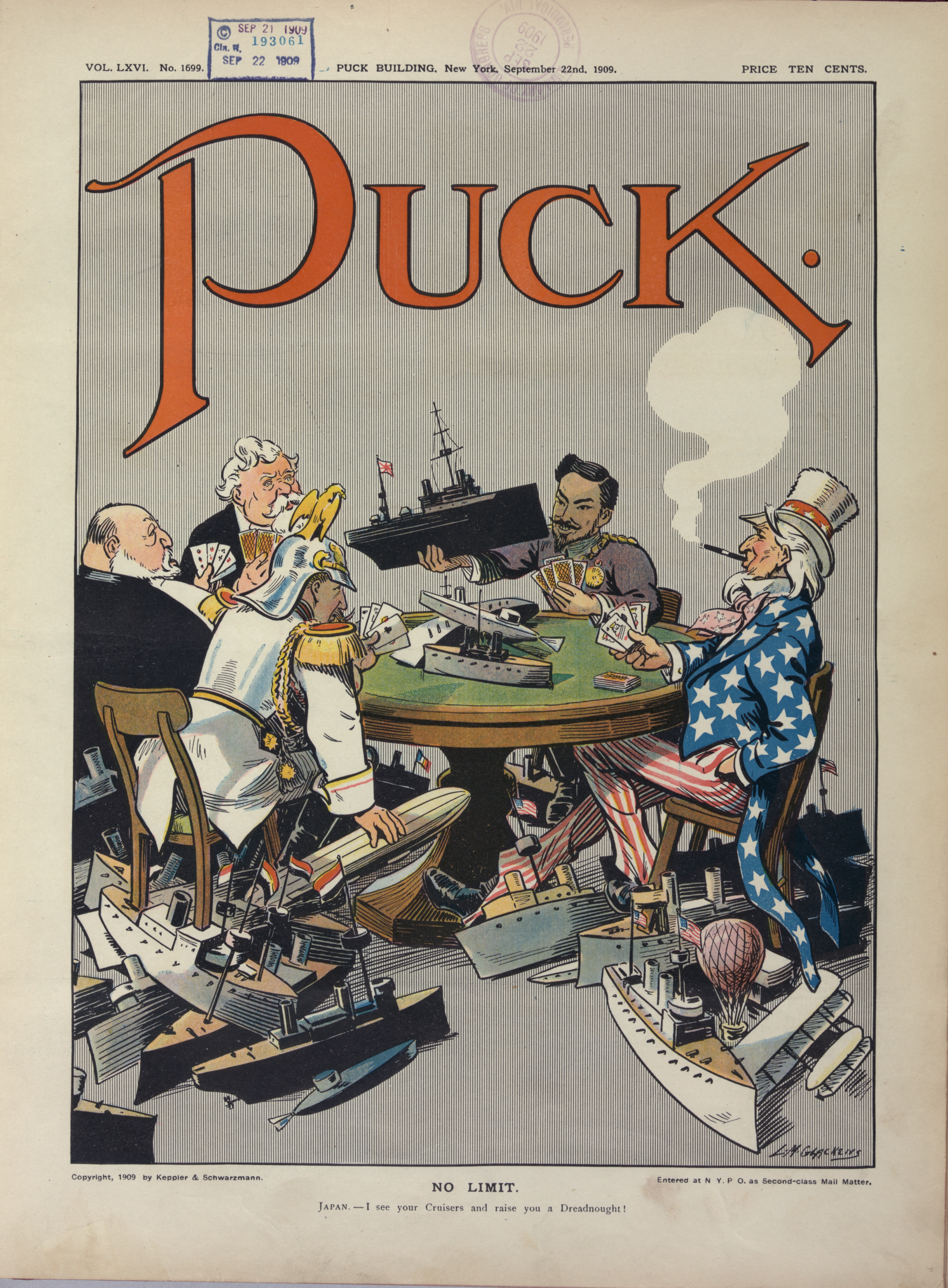
1909年的漫畫《Puck》畫出美、日、英、德、法等五國的造艦競賽。

英國與德國間的造艦競賽於兩國國內均獲得廣大的民意支持。在競賽期間，英國民眾提出了「我們要八艘而且我們不願意等！」（'We want eight and we won't wait!'）的口號；其中「八艘」指的是英國民眾希望政府建造的無畏艦數量。在強大民意的支持下，兩國政府都不約而同地擴大了造艦的規模。
英國的國防政策要求皇家海軍的規模至少要與世界次二大海軍（即規模第二大與第三大的海軍）相加的規模相等。然而，由於戰爭的迫近導致國家財政與後勤補給的困難以及美、德兩國海軍的快速擴張，20世紀初的英國海軍始終無法達到這項目標。不過，當第一次世界大戰於1914年爆發時，英國仍然擁有世界上最強大的海軍。

英國設法於14個月內建造出了無畏號戰艦。當第一次世界大戰爆發時，英國皇家海軍擁有49艘戰艦，而同時期的德意志帝國海軍卻僅有29艘。雖然海軍競賽仍持續進行著，但以德國的財政狀況而言，要在戰爭爆發前追趕上英國海軍的規模幾乎是不可能的。
1912年，德意志帝國宰相特奧巴登·馮·貝特曼-霍爾維格終止了英德間的海軍軍備競賽。他的目標是取得英國的了解與信任以挽救德國在國際上越來越孤立的地位。此外，俄羅斯帝國陸軍日益擴大的規模也促使德國提高了陸軍經費的比例，進而排擠了海軍所能獲得的預算。德國向英國提出了一項協議，其內容大意是德國願意停止擴張海軍，承認英國皇家海軍的優越性與制海權，以換取英國於未來的戰爭中保持中立，且不得指控德國為入侵者。這項提案被英國拒絕。對英國而言，由於其海軍的優勢與制海權已經相當牢固，因而認為其無法從這項提案中獲得任何好處。
| 國家                   | 人員數  | 無畏艦數量 | 總噸位數  |
| ---------------------- | ------- | ---------- | --------- |
| 俄罗斯帝国             | 54,000  | 4          | 328,000   |
| 法兰西第三共和国       | 68,000  | 10         | 731,000   |
| 大英帝国               | 209,000 | 29         | 2,205,000 |
| 小計                   | 331,000 | 43         | 3,264,000 |
| 德意志帝國             | 79,000  | 17         | 1,019,000 |
| 奥匈帝国               | 16,000  | 3*         | 249,000   |
| 小計                   | 95,000  | 20         | 1,268,000 |
| 總計                   | 426,000 | 63         | 4,532,000 |
| *另有第4艘，但未服役。 |         |            |           |

## 延伸閱讀
- Epkenhans, Michael. Tirpitz: Architect of the German High Seas Fleet (2008) excerpt and text search （页面存档备份，存于）
- Kelly, Patrick J. "Strategy, Tactics, and Turf Wars: Tirpitz and the Oberkommando der Marine, 1892-1895," Journal of Military History (2002) 66#4 pp 1033–1060.
- Kelly, Patrick J. Tirpitz and the Imperial German Navy (2011)  excerpt and text search （页面存档备份，存于）
- Kennedy, Paul M. The Rise of the Anglo-German Antagonism: 1860-1914 (1980)
- Kennedy, Paul M. The Rise and Fall of the Great Powers (1989) excerpt and text search （页面存档备份，存于）
- Lambert, Nicholas A. Sir John Fisher's Naval Revolution (2002) excerpt and text search （页面存档备份，存于）
- Massie, Robert K. Dreadnought: Britain, Germany and the coming of the Great War, (1991)
- Steinberg, Johnathan. "The Tirpitz Plan," Historical Journal (1973) 16#1 pp 196–204 in JSTOR （页面存档备份，存于）